# Wesley Alen
Wesley Alen (Lommel, 3 januari 1991) is een Belgisch voormalig voetbalscheidsrechter. Hij debuteerde in de Jupiler Pro League op 5 augustus 2017. In september 2021 liet hij aan KBVB weten dat hij zijn professionele leven niet meer kan combineren met het scheidsrechterschap, nadat hij niet slaagde voor zijn fysieke testen. 

## Biografie
Alen startte in 2006 als scheidsrechter. Vanaf 2015 begon Alen in de Proximus League te fluiten: de wedstrijd tussen KSV Roeselare en Dessel Sport (2-2) op 14 maart 2015 was zijn eerste wedstrijd in deze reeks. Niet veel later floot hij zijn eerste buitenlandse wedstrijd: op 3 april 2015 kreeg hij de leiding over MVV-SC Telstar (3-0) in de Eerste divisie. Alen is aangesloten bij FC Wezel Sport.
In het seizoen 2015/16 mocht Alen elf wedstrijden fluiten in de Proximus League, en ook in de Eerste Divisie leidde hij dat seizoen twee wedstrijden. Zijn debuut in de Jupiler Pro League volgde een seizoen later: op 22 april 2017 kreeg hij zijn kans in de Play-off II-wedstrijd tussen Sporting Lokeren en KSV Roeselare (2-1).
Sinds het seizoen 2018/19 is Alen semi-professioneel scheidsrechter.

## Internationale wedstrijden
| Datum             | Plaats                | Wedstrijd                     | Uitslag | Competitie     | toeschouwers | Kreeg geel | Kreeg voor de tweede keer geel en dus rood | Weggestuurd |
| ----------------- | --------------------- | ----------------------------- | ------- | -------------- | ------------ | ---------- | ------------------------------------------ | ----------- |
| 3 april 2015      | Maastricht, Nederland | MVV Maastricht – SC Telstar   | 3 – 0   | Jupiler League | 3.635        | 1          | 0                                          | 1           |
| 20 september 2015 | Groesbeek, Nederland  | Achilles '29 – FC Den Bosch   | 0 – 1   | Jupiler League | 1.570        | 1          | 0                                          | 0           |
| 5 februari 2016   | Helmond, Nederland    | Helmond Sport – FC Emmen      | 3 – 2   | Jupiler League | 1.124        | 4          | 0                                          | 0           |
| 21 oktober 2016   | Dordrecht, Nederland  | FC Dordrecht – Almere City FC | 1 – 4   | Jupiler League | 1.983        | 5          | 0                                          | 1           |
| 17 februari 2017  | Waalwijk, Nederland   | RKC Waalwijk – FC Dordrecht   | 2 – 1   | Jupiler League | 2.267        | 4          | 0                                          | 0           |
| 16 februari 2018  | Eindhoven, Nederland  | FC Eindhoven – Jong AZ        | 1 – 3   | Jupiler League | 1.986        | 3          | 1                                          | 0           |

Laatste aanpassing op 25 februari 2020

## Statistieken
| evenement                           | wed |     |   |   | STRA |
| ----------------------------------- | --- | --- | - | - | ---- |
| Jupiler Pro League                  | 41  | 190 | 5 | 6 | 11   |
| Proximus League                     | 31  | 135 | 8 | 2 | 7    |
| Jupiler Pro League PlayOff II       | 10  | 41  | 3 | 0 | 4    |
| Keuken Kampioen Divisie             | 6   | 18  | 1 | 2 | 2    |
| Beker van België                    | 5   | 14  | 0 | 1 | 0    |
| Proximus League Degradatie-Playoffs | 1   | 6   | 1 | 0 | 0    |

Bijgewerkt op 25 februari 2020.